# Тэгурамори, Макото
Макото Тэгурамори (яп. 手倉森 誠; род. 14 ноября 1967, Гонохе, Аомори) — японский футболист, выступавший на позиции полузащитника, и футбольный тренер. В течение трёх лет возглавлял олимпийскую сборную Японии.

## Карьера

### Клубная карьера
Начинал заниматься футболом в родном городе в школьной команде. В чемпионате Японии среди высших школ 1985 года стал четвертьфиналистом и был включён в символическую сборную турнира.
В 1986 году перешёл в клуб «Сумитомо Металс», позднее переименованный в «Касима Антлерс». В его составе выступал в высшем и первом дивизионах чемпионата Японии. В конце своей карьеры выступал за «НЕК Ямагата» в низших дивизионах.

### Тренерская карьера
После завершения игровой карьеры работал в тренерском штабе клубов «НЕК Ямагата», «Оита Тринита» и «Вегалта Сэндай».
В феврале 2008 года, после отставки Тацуя Мотидзуки, возглавил клуб «Вегалта Сэндай», на следующий год привёл его к победе в первом дивизионе и вывел в Джей-Лигу, в том же году стал полуфиналистом Кубка Императора. В 2012 году вместе с командой завоевал серебряные медали чемпионата страны. В следующем сезоне клуб выступал неудачно, заняв лишь 13-е место, и в ноябре 2013 года тренер покинул команду.
В октябре 2013 года назначен тренером олимпийской сборной Японии. В 2016 году привёл команду к победе на молодёжном (U23) чемпионате Азии. Благодаря этому сборная квалифицировалась на Олимпиаду в Рио-де-Жанейро.

## Личная жизнь
У Макото есть брат-близнец, Хироси, который тоже был футболистом и играл за «Касима Антлерс».

## Достижения
- Победитель молодёжного (U23) чемпионата Азии: 2016
- Серебряный призёр чемпионата Японии: 2012
- Победитель первого дивизиона Японии: 2009